# Oedicraspis
Oedicraspis is een geslacht van vlinders van de familie visstaartjes (Nolidae).

## Soorten
- O. subfervida Hampson, 1912